# 오세훈
오세훈(吳世勳, 1961년 1월 4일~)은 대한민국의 변호사 출신 정치인이다. 제16대 국회의원을 역임했고, 제33·34·38·39대 서울특별시장이다.
본관은 해주이며 서울 출생이다. 사법연수원을 16기로 수료한 후 민주사회를 위한 변호사 모임과 환경운동연합에서 활동하면서 변호사로 방송에 출연하다가 16대 총선에 강남구 을에서 한나라당 후보로 출마하여 당선되었다. 제16대 국회의원 임기 4년 연속 시민단체 주관 국정감사 우수위원으로 선정되었고, 정치개혁특위 간사를 맡아 깨끗하고 투명한 선거를 목적으로 하는 정치자금법 개정을 주도했다.
2006년 서울특별시장에 당선되어 창의 시정과 디자인 서울을 주요 정책으로 추진하면서, 청렴도 향상, 강남북 균형발전, 복지 정책 희망드림 프로젝트, 대기환경 개선 등에 주력하였고, 다산 콜 센터와 장기전세주택 시프트, 분양 원가 공개, 분양가 상한제, 주택 후분양제를 도입하였다. 2011년 저소득층을 대상으로 선별적 복지를 주장하며 서울시 무상 급식 정책에서 주민투표를 제안하고, 투표율이 미달되자 시장직을 사퇴했다.
2021년 서울특별시장 보궐선거에서 당선되어 10년 만에 서울시장으로 복귀했다. 2022년 6월 제8회 전국동시지방선거에서 최초의 4선 서울시장으로 당선되었다.

## 학력
- 서울미동국민학교 졸업
- 중동중학교 졸업
- 대일고등학교 졸업
- 한국외국어대학 법정학 법학 수료
- 고려대학교 법과대학 법학 학사
- 고려대학교 대학원 법학 석사(학위논문명 - 소수주주에 대한 억압과 구제책 : 미국 폐쇄회사의 법리를 중심으로)
- 고려대학교 대학원 법학 박사(학위논문명 - 미국 변론전절차에 관한 연구 : 고비용·저효율의 개선을 중심으로)

### 명예 박사 학위
- 2008년 카자흐스탄 경제대학교 명예경제학 박사
- 2009년 몽골국립대학교 명예법학박사

### 비학위 수료
- 2012년 중화인민공화국 상하이 푸단 대학교 중급어학과정 수료

## 생애

### 유년기
1961년 서울특별시 성동구 성수동에서 1남 1녀 중 장남으로 태어났다. 조선 인조 때 영의정을 지낸 오윤겸의 후손으로 경기도 용인에서 10대째 살아온 집안이나 경술국치에 몰락하였다. 경기도 이천시 마장면 회억리에 조부모와 조상의 선산을 두고 있다.
오세훈은 어린 시절을 "산꼭대기 동네에 살면서 호롱불 켜고 우물물 길러 다니면서 학원도 못 다닐 정도로 어려운 집안 형편이었으며, 숙제는 해가 지기 전에 미리 끝내고 잠자리에 들어야 했다."라고 회고했다. 아버지는 부도 직전의 건설회사에 재직하여 급여는 밀리기가 일쑤였고, 어머니는 부업으로 침구류를 만들었다. 오세훈은 카나리아 같은 관상용 새를 키워 돈을 벌었다. 초등학교 3학년 때 아버지 회사 사정으로 온 가족이 부산 광복동으로 이사하여 사무실 한켠에 임시로 칸을 막고 다다미를 깔고 지냈다.
대일고등학교 3학년인 1978년 송상호와 짝이 되었다. 송상호는 오세훈보다 한 학년 위였지만 몸이 좋지 않아 한해 학교를 쉰 뒤 3학년으로 복학했다. 수술 후유증으로 학교를 자주 빠지던 송상호의 숙제를 위해 그의 집을 자주 들르면서 송상호의 여동생인 송현옥과 만났다. 그 뒤 송현옥과 같은 대학 커플로 이어지고 후에 결혼하게 된다. 1979년에 고등학교 졸업 후 고려대학교 영문학과에 지원했으나 낙방하고 한국외국어대학교 법정학부에 입학하였으며, 그 후 고려대학교 법대로 편입하였다.

### 변호사, 방송인 활동
1984년 제26회 사법시험에 합격하여 사법연수원에 16기로 입소하였다. 졸업시험 도중 점심으로 먹은 콩비지가 탈을 일으켜 병원으로 후송되었고, 해당 시험은 결시처리되었다. 이로 인해 서울중앙지검에서 검사시보로 연수 중에 사법연수원에서 유급 결정이 내려져 17기로 수료하였다. 1987년 오세훈은 사법연수원생 신분으로, 강간치상 혐의로 재판중인 피고인을 무료변론하게 된다. 이 형사재판에서 검찰의 기소에 대해 무죄를 받아내었다. 오세훈은 이 사건의 변론요지서를 간직하고 훗날 방송에서 '내 인생의 사과나무'라며 소개했다.
1988년 육군에 입대하여 보안사령부(현 군사안보지원사령부) 정보처(2처) 공보정훈장교로 복무했고, 중위로 만기 전역했다. 고려대학교 대학원에서 상법을 전공하여 1990년 법학 석사 학위를 받았다.

#### 대한민국 최초의 일조권 침해 피해보상 판결
1991년 변호사를 개업했고, 얼마 되지 않아 인천 산곡동 경남아파트 주민집단소송 사건을 수임하였다. 건설사가 아파트의 간격을 기준보다 가깝게 지어 햇볕이 들지 않아 정상적 생활이 불가능한 상황이 발생하였다. 건설사와 보상 협의를 시도했으나 결렬되었고, 구청에도 요청했으나 소용이 없었다. 이에 주민들은 서울남부지법에 공동으로 민사소송을 제기하게 된다. 당시 헌법35조에 명시된 환경권은 그저 조문일 뿐 형사·민사상 판례는 전무하였다. 이에 오세훈 변호사는 같은 대륙법계 국가인 옆나라 일본의 건축기본법과 판례를 연구해 변론자료로 사용하였고, 한국감정원의 감정촉탁의뢰, 그리고 서울대 건축공학과 김광우 교수를 감정인으로 선임하여 과학적인 피해보상액을 산정하였다. 결국 2년 6개월에 걸친 법정싸움 끝에 1심에서 재판부는 주민들의 손을 들어 주고 건설사가 주민들에게 총 13억원을 배상하라는 2년 후 서울고등법원 항소심에서도 주민들의 손을 들어주었다. 이는 헌법 조문상으로만 존재했던 환경권이 실질적 권리로 인정받은 대한민국 최초의 사건이었고, 법원은 구체적인 일조권 침해의 기준을 마련하게 되었다. 당시 건축법시행령 제86조 제2호 (나) 목에 의하면 연속하여 일조를 확보하는 기준을 건축조례에 위임한다고 되어 있었지만, 당시 지방자치단체에는 관련 조례가 전무하였다. 그리하여 일조권을 침해받아도 행정기관으로부터 '법적 하자가 없다'고 반문하면 아무것도 할 수 없었지만, 이 판결을 계기로 '동지일을 기준으로 9시부터 15시까지 6시간동안 일조시간이 2시간 이상 연속으로 확보되어야 한다'는 구체적인 기준이 마련됨에 따라 피해보상을 받을 수 있는 길이 열리게 되었다. 이러한 경험을 바탕으로 한국토지공법학회 학술저널에 '일조권에 대한 사법적 검토'라는 제목의 학술논문을 게재하였다. 본격적으로 오세훈은 환경 변호사로 이름을 알리기 시작했다. 1997년 서울시 구로구 재건축현장에서 고층 아파트에 가려 주변 단독주택 거주자들의 일조권이 침해당한 사건이 발생하였을 때도 1심에선 이미 패소한 상황에서 오세훈 변호사는 2심에서 공사중지 판결을 이끌어냈다.

#### 시민운동과 방송계 진출
일조권 침해 소송을 진행하며 여러 시민단체와 접촉한 것을 계기로 최열 대표와 환경운동연합의 창립멤버로 참여했고, 1992년 환경운동연합 시민상담실 실장이 되어 5년간 무료상담을 진행했다. 그와 동시에 서울지방변호사회에서 시작한 '형사당직변호사'로 활동하였고, 1996년에는 형사당직변호사 운영위원으로 활동하였다. 1995년 대한변호사협회 환경문제연구위원회 의원을 역임했고, 1997년 서울시 녹색시민위원회 감사를 맡았다. 1996년부터 2000년까지 환경운동연합 법률위원회 위원장 겸 상임집행위원을 지냈으며, 민주사회를 위한 변호사모임에서 환경위원으로 활동하였다. 그는 환경변호사로서 자연공원법 입법청원 및 의회입법 발의,, 통합선거법 제87조의 위헌에 관한 헌법소원, 고리핵발전소 방사능 누출사고 현장 조사 후 책임자 고소, 상계소각장 환경영향평가 조작사건 수사촉구, 패스트푸드점 환경실태 조사에 관한 기자회견, 그린벨트 해제안에 대한 헌법소원(민변 환경특위) 등으로 활동하였다.
일조권 소송에서 새내기 변호사가 대기업 변호인단을 상대로 승소한 이 사건은 '다윗과 골리앗의 싸움'이라 언론 매체에 보도되면서 화제가 되었다. 그러던 중 MBC뉴스 손석희 아나운서와 인터뷰한 것을 지켜본 방송국 관계자가 오세훈에게 방송출연을 권유하면서 오세훈 변호사는 배금자 변호사와 함께 MBC에서 방영한 《오변호사 배변호사》의 진행자가 되었다. 한국 복장기술경영협회에서 발표한 양복이 제일 잘 어울리는 베스트 드레서10에 선정되었고, 씨네2000에서 미혼 여성을 대상으로 설문조사한 '가장 사귀고 싶은 유부남' 1위에 선정되기도 하였다. 프로그램의 인기와 더불어, 방송 내용을 수필로 엮은 저서 《가끔은 변호사도 울고 싶다》는 서점 종합 베스트셀러에 TOP 10에 진입하였다. 오세훈은 남성 정장브랜드 '로가디스'의 초대 TV CF모델로도 활동했고, 생명보험협회 TV CF모델로도 활동했다. 1996년 동아일보의 결혼하고 싶은 남성(상) 설문조사에서 배우 이병헌을 제치고 6위로 조사됐다.
1996년 5월에는 시사저널 편집자문위원에 위촉된 뒤, 10월부터 1년간 SBS 《그것이 알고 싶다》의 진행을 맡았다. 이 기간 중 이권단체들로부터 회유와 협박을 받았지만 굴복하지 않고 방송을 진행했다. 이 외에도 《갑론을박 동서남북》, 《오늘과 내일》, 《뉴스 따라잡기》 등의 TV 프로그램을 진행하였다.
1996년부터 1997년까지 경원대학교에서 민사소송법 강사로 재직하였고, 1997년 9월부터 1998년 2월까지 숙명여자대학교 법학과에서 민사소송법의 겸임 교수로 일했다. 1998년 미국 예일 대학교(Yale University) Law School에서 Visiting Scholar로 재직 후 1999년 고려대학교 대학원에서 민사소송법으로 법학 박사 학위를 받았다. 1999년 이장호, 김기수와 함께 합동법률사무소를 개업했다. 1999년 3월 다시 숙명여자대학교 법학과 민사소송법 겸임교수로 위촉되었다. 태화기독교사회복지관(매맞는 여성의 쉼터)에서 공익변호사로서 무료법률상담을 하기도 했으며, 2000년부터 다시 환경운동연합 법률위원장 겸 상임집행위원으로 활동하였다.

### 제16대 국회의원
한나라당에서 최초에 서울 송파갑 지역으로 고승덕 변호사와 함께 거론되었으나, 결국 서울 강남을 공천을 받았다. 선거기간 중 여당이나 상대 후보에 대한 비방을 자제하는 대신 본인의 장점을 어필하는 포지티브(Positive) 선거와 저비용 선거를 위해 노력하였다. 제16대 국회의원에 당선되어 국회 환경노동위원회 소속으로 활동하였고, 국회 운영위원회(겸직) 및 국회예산결산특별위원회(상설)에서도 활동하였다.
당선되고 얼마 후 미 국무부 초청(International Visitor)으로 원희룡, 이종걸 의원 등과 함께 미국을 방문하여 미국 정관계 인사들과의 회담과 함께 미국 공화당, 민주당 전당대회 견학 등을 마치고 돌아왔다.
2000년 7월 3일 후원회 행사에서 환노위 산하 피감기관 관련인들이 참석하여 200만 원의 후원금을 내자, '피감기관이 후원금을 내는 것이 관행이라는 말을 듣고 깜짝 놀랐다"며 "피감기관의 돈은 결국 국민세금인데 받지 않는 것이 원칙 아닌가" 하고 반문했다.' 그 후 오세훈 의원은 200만 원의 돈봉투를 다시 피감기관에 돌려주었다.
2000년 실시된 첫 환노위 국정감사에서 지하생활 공기질 문제에 관하여 전국적인 조사가 필요하다고 주장하였다. 이를 위해 직접 여의도의 한 건물 지하주차장에 잠입하여 오염측정기를 몰래 설치하려다 발각되었다. 해당 건물은 주차요원을 3배로 증원하여 감시했지만 오세훈 의원은 며칠 후 다시 잠입하여 설치에 성공한 후 자료를 획득하였고 이로 인해 한 신문에서 '국감스타'로 언급되기도 하였다.
노동과 환경분야 현안을 다룬 정책집을 발간하는 등 성실성을 인정받아 4년 연속 시민단체에서 선정하는 국정감사 우수의원으로 선정되었다. 2003년 모 시민단체의 '16대 국회 의정활동 평가'에서 오세훈 의원은 입법활동분야 우수의원으로 선정되어 새천년 정치인상을 수상하였다. 또한 2004년 문화일보의 제16대 의정활동 평가에서 4개부문(정책심의력, 대안제시력, 성실성, 공정성)에서 모두 10위안에 속한 것으로 조사되었다. 경영자총연합회에서는 '노동계 요구를 일방적으로 수용한 의원'을 선정하여 발표하였는데 그 중 오세훈 의원도 공동 2위로 포함되었다.
국회에서 활동함과 동시에 2001년 국립발레단 운영자문위원장에 위촉되었고 발레 '해적', '호두까기 인형' 등의 작품의 해설을 담당하기도 하였다. 또한 한국기네스협회는 오세훈 의원을 기네스 정치분야 심의위원으로 선정하였고 오세훈 의원은 이를 수락해 한국기네스 정치심의위원으로 활동하였다.
2002년 제일국제법률사무소 및 김장리 법률사무소에서 변호사로 근무했다. 2002년에는 화장품회사 로레알의 향수 모델로 공동출연했는데, 다같이 모델료로 받은 천만원을 아름다운재단에 공익기부하기도 하였다. 2003년 2월 환경재단 136포럼 운영위원에 위촉되었고, 2003년 제20회 코리아 베스트드레서 정치인부문을 수상하였다.
한나라당 부대변인을 지내며, 부정선거진상특위, 기후변화대책특위, 난개발대책특위, 남북관계대책특위, 인사청문회법제정특위에서 활동하였다. 남경필, 정병국, 원희룡 등의 소장파 의원들과 '미래를 위한 청년연대'(미래연대)에서 활동하며 2001년에는 공동대표를 역임하였다. 2001년과 2002년에는 실업대책특위, 예산결산특위 등에서 활동하였다. 2003년에는 한나라당 원내부총무로 활동하였으며 청년위원회 위원장, 한나라당 최고위원, 운영위원회 상임운영위원을 겸임하였다. 또한 당내 '정치개혁 및 당 쇄신을 위한 모임' 간사를 맡았으며, 2004년에는 한나라당 정치개혁특위 간사로 활동하였다.
제17대 대선 6개월 전인 2002년에 오세훈 의원은 정당의 '제왕적 총재제' 폐지를 주장했다. 2003년 9월 4일 한나라당이 수구적 이미지를 벗어나지 못하고 있다며, 5·6공 세력의 퇴진을 요구했다.
9월 5일 오세훈은 지구당 위원장직에서 사퇴하겠다고 발표하며 당내 소장파 의원들과 함께 오픈 프라이머리를 전제로 한 상향식 공천과 공천심사위에 외부인사를 다수 참여시킬 것을 주장했다. 또한 돈 문제로 검찰에 소환된 임진출,박주천 의원과 관련하여, 오세훈 의원은 비리 혐의를 비호하는 듯한 인상을 주어서는 안된다며, '정치인들이 이유를 밝히지 않아서 안나간다는 것은 심정적으로 받아들이지 않는다.'라고 밝혔다.
2003년 10월에는 안풍 사건으로 인해 논란이 일자 "당에 유입된 100억 원의 추징 이야기가 나오기 전에 천안연수원과 중앙당을 매각해 스스로 갚자"고 주장했다. 5·6공 용퇴론을 주장하며 자신도 함께 물러나겠다고 선언했던 오세훈은 2004년 1월 6일 "정치개혁과 한나라당의 공천혁명에 밑거름"이 되려한다며 17대 총선 불출마를 선언한다. 성실한 의정활동과 개혁적 이미지, 그리고 대중적인 인지도와 함께 한나라당의 대표 텃밭인 강남구 을의 17대 의원 당선은 기정사실화였다. 그러나 오세훈 의원의 참회록 발표와 함께 자진 불출마 선언을 감행한 모습에 국민들은 신선한 충격을 느꼈고, 이에 한나라당의 불출마 선언이 급물살을 타게 되었다.
17대 총선 불출마를 선언한 후 기업의 정치자금 후원 금지 등을 골자로 하는 정치자금법, 일명 '오세훈법'을 주도해 통과시켰다.
2004년 3월 9일 의원총회에서 한나라당이 민주당과 함께 노무현 대통령의 탄핵 소추를 발의하였을 때 오세훈은 소장파 의원들과 함께 이에 반대하여 서명하지 않았으나, 3월 12일 본회의에서의 표결에 참가했다.
2004년 4월 1일 만우절을 맞아 신라대학교 모 학과에서 평가한 '거짓말 안 하는 정치인'에 오세훈 한나라당 의원 등을 선정하여 기념패를 전달하였다.
오세훈은 총선 불출마 선언 후 2500만원의 의정활동 잔여금 중 1500만원은 환경재단에, 1000만원은 서울문화재단에 기부했고, 신문광고 수익금 3000만원을 장애 아동과 북한 어린이들을 위해 사회복지법인 대한사회복지회에 기탁했다.

### 국회의원 퇴임 후
2004년 법무법인 지성에서 대표변호사를 역임했다. 오세훈 변호사는 중국경제 전문변호사로의 계획을 밝혔다. 그 이후 아파트 관리 프로그램 업체들의 발전을 위한 '한국 공동주택 관리협의회'에 고문변호사로 추대되었다. 2004년 장진, 이영재, 송일곤 감독의 영화 《1.3.6》 중 '뫼비우스의 띠'에 특별출연하기도 하였다. 2004년 설악국제트라이애슬론(철인 3종) 대회에 참가하여 3시간 25분 14초에 수영 1.5Km, 사이클 40Km, 마라톤 10Km를 완주하였다. 이후 트라이애슬론 동호회에 가입하여 활동한 후 Tri-A라는 동호회를 창단하여 회장직을 맡을 정도로 열정적으로 활동하였다. 2005년 통영 국제트라이애슬론 대회에서는 배우 송일국, 영화 《말아톤》의 실제 주인공인 배형진과 팀을 이루어 출전하였다.
2005년 한국 여성재단에서 창립한 '미래포럼'에 문국현 유한킴벌리 사장 등과 함께 공동대표로 선출되어 활동하였다. 또한 같은 해에 한국노동조합총연맹 자문변호사에 위촉되어 활동하였다. 그리고 대한사회복지회 요청으로 인한 '사랑의 사진전' 모델료로 받은 3000만원 전액을 장애아와 미혼모를 위해 써달라며 기탁하였다. 2005년 12월에는 '희망원정대' 2기 원정대원으로, 엄홍길 원정대장 및 가수 안치환 등과 함께 장애인의 멘토가 되어 함께 킬리만자로 등반에 나섰다.
국립발레단의 저명인사 초청 발레공연에 초청되어 연습 후 실제 무대에 출연하였다. 현대무용가 최정자 교수와 공동으로 무용문화포럼을 창립하고 공동대표를 역임하였다. 부산 대우 월드마크 분양 과정에서 법조타운이라는 해당 지역의 특성을 고려하여 오세훈을 아파트 광고모델로 기용하였다. 그리고 국회의원 시절 '오세훈법' 을 통과시키며 얻은 깨끗한 정치 이미지로 청호나이스 아이스콤보의 TV광고를 촬영하였고 '속 보이는 얼음처럼 세상도 투명하게'라는 슬로건을 내세웠다.
2005년 6월 여론조사 결과 오세훈은 서울시장 선호 후보 1위로 조사되었다. 11월 2일 오세훈은 매일경제와의 인터뷰에서 "최근 출마하지 않는 쪽으로 기울었다"고 말했다. 그 이후 한나라당에서는 맹형규, 홍준표, 박진 등의 인사가 계속 거론되었으나, 2006년 4월 5일 강금실 전 법무부 장관이 서울시장 선거 출마를 선언하자 상황이 반전되었다. 강금실 전 장관이 여론조사 결과 1위로 나타나자, 한나라당 소장파들은 적극적으로 오세훈의 영입을 주장했다. 결국 2006년 4월 9일 경선 참여를 선언하고, 4월 25일 여론조사에서 65.05%의 지지율을 얻으며 총 41%의 득표로 한나라당의 서울시장 후보가 됐다.
2006년 5월 2일 강금실이 열린우리당 서울시장 후보로 공천된 직후 나온 여론조사에 따르면 오세훈은 지지율에서 20%p이상 강금실을 앞서는 것으로 나타났다. 20대 연령층 지지율에서도 오세훈은 강금실을 앞섰다.
오세훈 후보는 세운상가와 동대문 운동장 철거, 강북 중심의 뉴타운 50곳 건설 등 강북 개발과 경유버스를 천연가스 버스로 교체하고 오래된 화물차를 폐기 유도한다는 대기질 개선 공약을 내걸었다. 한편, 오세훈이 변호사 시절 찍었던 정수기 CF가 선거일 90일 전부터 본인이 등장하는 동영상, 사진 광고를 금지한 선거법을 위반했다는 이유로 고소되기도 했다. 5월 21일 오세훈 후보의 유세를 돕던 박근혜 대표가 신촌 현대백화점 앞에서 지충호에게 문구용 칼로 습격당했다. 이후 지지율 격차는 더 벌어지면서 제4회 지방 선거에서 오세훈은 2,409,760표(61.05%)를 득표하며 1,077,890표(27.31%)를 얻은 강금실을 제치고 서울시장에 당선되었다.

### 서울시장 4기
민선 4기 서울시의 비전은 “맑고 매력 있는 세계도시 서울”이다. 오세훈 서울시장은 2006년 6월 1일에 최열 환경재단 대표와 제타룡 전 도시철도공사 사장을 공동인수위원장으로 발표하면서 본격적으로 서울특별시장으로서의 직무를 수행하기 시작했다.

#### 창의 시정
2006년 7월 서울시 공무원이 업무수행 중 창의적인 제안을 제출할 수 있는 '상상뱅크'를 개설하였다. 또한 '사이버정책토론방' 활성화로 인해 2008년 UN 공공행정상 우수상을 수상하였다. 이를 발전시켜 일반시민의 의견을 수렴하여 행정 아이디어 및 정책으로 변환하는 시민 정책 제안 창구인 '천만상상 오아시스'도 개설하였다. 천만상상 오아시스는 또다시 2009년 UN공공행정상 우수상을 수상하였다.
2007년 4월부터 근무태도가 불량하거나 업무능력이 현저히 떨어지는 직원을 단순 현장업무에 투입하는 '현장시정추진단'을 추진했다. 공무원들의 반발이 심했으나, 서울시 인재개발원을 통한 교육을 통해 퇴출공무원을 2007년 102명에서 2010년 24명으로 줄이면서 불량 공무원을 시정했다. 더불어 '상시평가시스템' '성과포인트제' 등 창의적 인사관리 시스템을 구축하여 공공기관 최초로 ISO 9001 국제인증을 받았다.
2009년에는 직접 안내원이 돌아다니며 관광객의 편의를 돕는 '움직이는 관광안내소'를 명동과 남대문에 설치하였고, 이후 광화문광장으로 확대하였다. 2007년부터 2009년까지 서울시 행정서비스 만족도는 3년연속 최고치를 경신하였다.

#### 디자인 서울과 도시경쟁력 제고
오세훈 시장은 “도시가 국가 경쟁력을 견인하는 21세기에는 서울의 경쟁력이 곧 대한민국의 경쟁력”이고, “서울은 이제 하드웨어가 아닌 소프트웨어 중심의 도시로 거듭나야 한다”고 주장했다. 그 연장선상에서 문화와 디자인을 원천으로 도시의 부가가치와 경쟁력을 높여나가는 문화도시, 디자인도시 전략, 이른바 ‘컬쳐노믹스’와 ‘디자인노믹스’를 추진하였다.
디자인 서울은 창의적인 디자인을 통해 도시 브랜드 가치를 높이자는 취지에서 추진된 사업이다. 세빛섬, 동대문 디자인 플라자 등이 디자인 서울의 일환으로 추진되었다. 2006년부터는 한강 르네상스 프로젝트를 시작하여 한강공원 주변을 정비하였다. 서울특별시가 '2010 세계디자인수도'로 지정된 것을 계기로 2008년부터는 '서울 디자인 올림픽'을 개최하였다. 2010년 유네스코(UNESCO)로부터 세계 디자인 창의도시로 지정되었다.
중국 사회과학원이 매년 발표하는 세계 주요도시 경쟁력 순위에서 2006년 27위였던 서울시가 2010년 9위로 올랐고, 영국계 컨설팅그룹 Z/Yen이 매년 3월과 9월 발표하는 국제금융센터지수(GFCI) 조사에서 서울시의 국제금융 경쟁력은 2007년 43위에서 2011년 11위로 상승했다. 국제협회연합(UIA)이 발표한 컨벤션 순위에서 서울은 2006년 세계 11위에 불과했으나, 2010년과 2011년에는 5대 도시에 선정되었다.

#### 강남북 격차 해소 및 균형 발전
오세훈 시장은 재정격차가 지자체 세수의 상당 부분을 차지하는 재산세의 차이에서 기인한다는 점에 주목하여 2008년부터 재산세의 50%를 특별시세로 징수하여 25개 자치구에 균등 배분하는 '재산세 공동과세 제도'를 도입하였다. 그 결과, 최대 16.6배에 이르던 강남북 재산세 세입 격차가 4.7배로 크게 줄었다. 또한 조정교부금 제도도 대폭 손질하여 가난한 자치구에 더 많은 교부금이 지원될 수 있도록 조치했다.

#### 지방자치단체 최초 특별 훈령 발표
2008년 서브프라임 모기지 사태로 인한 미국발 금융위기가 전세계를 강타했다. 이에 오세훈 시장은 2009년 1월 '경제살리기 및 일자리 창출을 위한 서울시장 특별훈령' 을 발표했다. 이는 16개 지방자치단체 중 최초로 시행되었고, 중소기업 지원 확대, 일자리 창출 확대, 공공사업 조기집행 등을 골자로 총 14개의 정책을 연말까지 시행하였다.

#### 복지 정책과 120 다산콜센터 도입
희망드림 프로젝트는 저소득층의 자립을 돕는 정책이다. 2007년부터 저축금액만큼을 서울시가 추가로 적립해주는 '희망플러스 통장'을 운영했다. 저소득층의 목돈마련을 지원하는 '희망플러스 통장'은 UN 공공행정상 우수상을 수상했다.
2007년 9월에는 서울시와 관련된 민원을 전화로 해결해 주는 다산 콜 센터의 운영을 개시하였다. 자치구가 개별적으로 운영하던 민원시스템과 기관별 ARS번호를 국번없이 120 하나의 번호로 통합하였다. 다산 콜 센터는 2009년 한국표준협회로부터 서비스분야 KS표준 대상1호로 지정되었고, 2009년 한국경제 주관 고객감동경영대상을 수상하였다.
오세훈 시장은 학교폭력과 사교육비 부담, 학습준비물이 없는 '3무(無) 학교 만들기'에 공을 들여 1102명의 학교 보안관을 국공립 초등학교 551개교에 2명씩 배치하고 시교육청과 예산을 분담해 학습준비물을 학교에서 대신 준비했다. 서울형어린이집에 예산을 지원해 민간어린이집 보육료를 국공립어린이집 수준으로 내리고 시설을 개선했으며 소득하위 70% 가구의 영유아 보육료도 전액 지원했다.
2009년 1월 28일에는 전문상담사가 계층별 전문상담과 취업알선 및 창업상담을 진행하는 일자리 플러스 센터를 설립하였다.
2009년 5월 4일부터 일정한 기준과 조건을 갖춘 어린이집을 서울시장이 공인해 보육료와 보육교사의 인건비를 국공립 수준으로 낮추고 시가 차액을 지원하는 '서울형 어린이집'을 출범하였다.
우범지대 CCTV 확충, 모유수유방 확충, 경력단절여성 취업지원 등 여행 프로젝트(여성이 행복한 서울 프로젝트)로 2010년 UN공공행정상 대상을 수상하였다.

#### 장기 전세 주택 시프트 도입과 주택 정책
오세훈 시장은 어릴적 집이 없어 초등학교를 4번이나 바꾸었던 일화를 소개하며 주택정책에 관심을 기울였다. 주택아파트 분양원가 공개와 후분양제 시행, 장기전세주택 시프트, 휴먼타운과 공공관리자제도 등을 도입하였다.
2006년 은평뉴타운의 고분양가가 논란이 되자 오세훈 시장은 서울시가 건설하는 모든 아파트에 대해 건설 공정이 80% 이상 진행된 이후에 분양하는 ‘아파트 후분양제’를 도입하였다. 2007년 신년사를 통해 “서울시 SH공사가 공급하는 아파트의 50여 개에 달하는 항목의 분양원가를 상세히 공개하고 자치구 분양승인에 대해서도 새로운 기준을 만들어 분양가격을 판단할 근거를 마련하겠다”며 투명한 분양원가 공개를 천명했다. 이는 참여정부의 부동산정책 혼선과 부동산가격 폭등 현상에 극명히 대비되어 주목받았고, 이에 경제정의실천시민연합 김헌동 아파트값 거품빼기 운동본부장은 '노무현 대통령보다 오세훈 시장이 훨씬 월등한 정책을 쓰고 있다'라고 논평하였다.
2007년 중산층과 실수요 무주택자를 대상으로 전세 시세 80% 이하의 가격에 최장 20년까지 임대하는 장기전세주택 '시프트(SHift)'를 추진하였다. 이는 난지공원 복원, 청계천 정비와 더불어 도시주거정책의 모범사례로 인정되어 UN-Habitat 특별상을 수상하였다.
2010년부터 재개발･재건축 사업의 투명성 확보를 위해 ‘공공관리자제도’와 ‘클린업 시스템’을 도입하였다. 공사비 절감, 사업기간 단축, 투명성 확보가 용이해져 비리가 줄고 분양원가가 크게 낮아지는 등 긍정적 효과를 불러왔다. 그 밖에 저소득층으로서 임대주택을 공급받지 못한 대기자와 지하주택 거주자 등에게도 임대료 보조를 지원해주는 ‘주택바우처’를 확대하였고, 주거자립을 위해 주춧돌통장 가입자에게 별도의 가산이자를 지급해주는 ‘주춧돌 프로그램’을 도입하였으며, 저소득층 가구의 주거환경을 업그레이드해 주는 ‘서울형 집수리사업’의 수혜대상도 차상위, 차차상위, 다문화 가정 등으로 확대하였다.

#### 친환경 도시와 대기질 개선 및 녹지 확충
오세훈 시장은 '온실가스 해결 없이는 미래도시 발전도 없다'며 서울시가 온실가스를 비롯한 환경문제를 선도적으로 해결해야 한다고 공언하였다. 2006년 C40그룹에 가입하였고, 제3회 C40정상회의를 서울에서 개최하였다. 오세훈 시장은 클린턴재단과 기후변화 이니셔티브, 기후긍정 개발사업 공동 추진에 관한 MOU를 체결하였고, 클린턴재단에서 추진하는 세계 탄소중립도시 16개 중 하나로 서울 마곡지구를 선정하는 MOU를 체결하였다. 오세훈 시장은 에코마일리지 도입과 함께 저탄소 금융상품 개발, 오염저감장치를 설치한 친환경 건축물에 지방세·취득세 감면 등의 인센티브 도입으로 친환경도시 서울을 만들고자 하였다.
오세훈은 서울의 심각한 대기오염을 개선하겠다고 밝히며, 대기오염과 평균수명과의 상관관계를 바탕으로 '서울시민 여러분, 잃어버린 3년을 돌려드리겠습니다'라고 말하였다. 지난 16대 국회에서 오세훈 시장은 환경노동위원회 의원으로서 '수도권 대기환경 개선에 관한 특별법'을 대표발의하였는데, 이 법의 시행일이 우연히도 오세훈 시장의 취임일 직후였다. 이로 인해 이 공약은 일사천리로 진행되었다.
임기 중 시내버스와 마을버스 대부분을 천연가스(CNG) 차량으로 교체하고, 대중교통 정비로 인하여 대중교통 이용을 유도하였다. 또한 새벽 도로 물청소 실시 확대, 중대형 경유차에 매연저감장치를 부착하는 등 대기질 개선을 위한 노력했다. 그 결과 공기 중 미세먼지 농도가 2006년 60㎍/m3에서 2010년 49㎍/m3로 떨어져 1995년 관측 이래 가장 낮았다.
“녹지 100만 평을 추가 조성하겠다”고 공약한 오세훈 시장은 ‘그린디자인’을 강조했다. 도심 곳곳의 자투리 녹지 공간을 발굴해 기존 공원과 연결했고 옥상공원과 도시구조물 벽면녹화, 가로변 녹지 확충 등을 통해 재임기간 중 423만m2의 녹지공간을 새로 조성하였다. 서울 서남권과 동북권 일대에 ‘서서울호수공원’과 ‘북서울 꿈의 숲’, ‘서울창포원’ 등 녹지공원을 조성했고, 한강변에서는 시멘트를 걷어낸 뒤 녹지 생태공간으로 만들었다.
성곽을 따라가며 역사유적들을 함께 볼 수 있는 서울성곽길(21km)과 자연생태･문화체험을 할 수 있는 외사산길(157km)을 연결하는 총 연장 178km의 서울둘레길과 ‘무장애 숲길(자락길)’을 조성하기도 했다. 어린이대공원을 리모델링한 후 무료 개방하고, 중랑캠핑숲, 난지한강공원, 노을공원, 서울대공원, 푸른수목원 등에 캠핑장을 조성하여 시민들에게 개방하기도 했다.

#### 서울시 역사상 최초 청렴도 1위와 조직 개편
오세훈 시장은 ‘경쟁이 경쟁력’이라는 모토 아래 ‘신인사시스템’을 통해 청렴하고 능력 있는 사람은 연차에 상관없이 승진시키는 반면, 부패·무능공무원에 대해서는 ‘3%퇴출제’로 알려져 있는 ‘현장시정지원단’을 통해 재교육시킴으로써 조직의 긴장을 높이고 내부 기강을 확립하는 데 주력했다. 한번의 공금횡령이나 금품·향응수수만으로도 공직에서 완전 퇴출되는 ‘원스트라아크 아웃제’를 전국 최초로 실시하는 한편, 이를 자치구와 투자출연기관은 물론 보조금 지원시설에까지 확대 적용하였다. 공직자 비리에 대한 시민과 내부 고발을 활성화하기 위하여 감사관 핫라인 및 클린신고센터를 설치 운영하고, 인사 청탁, 이권 개입 등 비대가성 비리 근절을 위한 고강도 대책을 마련하는 등 청렴시책도 추진하였다. 그 결과 광역자치단체에 대한 국민권익위원회의 청렴도 평가에서 2006년 15위였던 성적이 2008과 2010년에는 1위를 차지하는 성과를 올렸다.
또한 국민권익위원회가 실시하는 '부패방지시책 평가'에서 서울시는 시, 도 가운데 유일하게 최상위인 '매우 우수' 등급을 받았고, 2008년과 2009년 연속으로 최상위 평가를 받아 2년 연속 1위를 차지하였다.
2010년까지 공무원 정원을 1,300명 줄이고 기구 통폐합을 통해 서울시 조직에 대한 구조조정을 실시했다. 서울시내 518개 동사무소 중 120여개를 폐지하는 통폐합 작업을 추진하고, 통폐합으로 확보된 유휴 공간은 공공보육시설, 공공도서관으로 전환하였다.

#### 수도권 대중교통 통합요금 및 환승제 실시
2004년 이명박 전 서울시장의 대중교통 정책으로 서울시민은 대중교통 환승시 무료나 할인된 요금을 적용받게 되었다. 그러나 서울에서 인근 경기도로 출퇴근을 하는 사람들은 교통제도의 차이 때문에 이러한 혜택을 누리지 못하고 있었다. 인근 수도권으로 통근하는 사람들이 많아지자 대중교통 환승시스템을 서울 인근 수도권지역 대중교통과 서울시 대중교통에도 접목시켜야 한다는 목소리가 있었으나 대중교통 환승 손실금을 경기도 및 서울시에서 서로 부담해야 한다는 점이 걸림돌로 작용하였다. 오세훈 시장은 대중교통 이용으로 인한 서울시내 교통혼잡 완화 효과 및 대중교통 이용 증가로 인한 환경개선 효과는 미래를 예측하며 거시적으로 봐야 한다고 주장하였으며, 2007년 1차적으로 버스와 지하철에 통합환승제를 실시하였고, 2008년 2차적으로 광역버스까지 확대하였다.

#### WCIT 최우수상 수상과 세계 도시 전자 정부 협의체 출범
서울시는 행정의 신속성 및 편의성, 그리고 정보공개를 통한 행정의 투명성을 강조하기 위해 전자정부 사업을 지속적으로 추진하였다. 오세훈 시장 역시 '소프트파워 강화'를 내세우며 전자정부 진흥을 역점 사업으로 추진하였다. 그 결과 2003년부터 시작된 '세계 100대도시 전자정부 평가'에서 서울시는 4회 연속 1위를 거머쥐었고, 2008년 서울에서 열린 전자정부 포럼에서 '서울 IT선언'을 발제하고 채택하였다. 2010년에는 WITSA(세계 정보기술 서비스연맹)에서 2년에 한번씩 주관하는 WCIT(세계 정보기술 올림픽)에서 서울 모바일포털로 지방자치단체로는 국내 최초로 Excellence Award를 수상하였다. 같은해 오세훈 서울시장은 '세계도시 전자정부 협의체(WeGO)'를 설립하여 초대 의장으로서 활동하였다.

### 서울시장 5기
2010년 한나라당 당내경선에서 나경원, 김충환 등의 경쟁자를 물리치고, 민선 5기 지방선거에서 서울시장 재선에 도전했다. 6월 2일에 치러진 지방선거에서 개표 초반에 한명숙 후보에게 뒤지다가, 후반 강남 3구의 개표가 시작되면서 역전하여 민선 5기 제34대 서울특별시장으로 재선되었다.
구체적으로 강남구(+59,206, +25.68%), 서초구(+43,820, +23.66%), 송파구(+23,814, +8.19%), 강동구(+11,097, +5.33%), 용산구(+8,579, +8.24%), 양천구(+1,078, +0.51%), 영등포구(+1,017, +0.57%), 중구(+238, +0.39%) 등에서 오세훈 후보가 한명숙 후보에게 앞섰다.
2010년 지방선거에서 오세훈은 한명숙에 가까스로 승리했지만 시의원은 79석을 얻은 민주당에 비해 한나라당은 27석을 얻는데 그쳐 여소야대 구도를 이루었다. 이에 따라 오세훈의 시정 운영은 차질을 빚을 것이라는 전망이 나왔다. 2기 임기가 시작된 이후 민주당 소속 40명의 서울시의원들에게 설문을 한 결과 50%가 '오세훈 시장은 잘한 것이 없다'고 답변하였고, 시정 운영 중에 가장 먼저 바꾸어야 할 문제로 '서울광장 운영 방식'을 꼽았으며 실제로 서울시의회는 이 부분을 가장 먼저 변경했다. 오세훈의 의회 출석률은 전국 지자체장 평균 출석률 84.84%보다 3배가량 낮은 29.72%를 기록했다. 조례안 처리율도 46.46%로 광역지자체 평균 89.43%보다도 2배가량 낮았다.
민선5기 서울시의 비전은 “시민이 행복한 서울, 세계가 사랑하는 서울”이다.

#### 꼬마버스 타요
서울시는 2007년부터 대중교통 브랜드 홍보 및 어린이 교통안전 강화를 위한 애니메이션을 구상했다. (주)아이코닉스, EBS와 3자 파트너쉽을 맺고 개발에 착수하여 2010년 EBS를 통해 《꼬마버스 타요》가 방영되기 시작했다. 꼬마버스 타요의 캐릭터 번호인 120은 다산콜센터 번호이고, 02번은 서울 시내전화 지역번호이며, 1000번은 서울의 천만 시민을 의미한다. 국제 만화박람회 출품과 해외에서 프로모션으로 큰 호응을 얻었다. 2011년 서울시는 어린이들을 대상으로 '타요와 함께하는 어린이 교통안전교육'을 실시했다. 2014년 실제 타요버스가 등장했는데, 선풍적인 인기로 상시 운행 및 노선 확대가 이루어졌다.

#### 서울 바이오펀드 조성
오세훈 시장은 민선 5기 핵심 공약으로 GRDP(지역내총생산) 4만불 달성을 내세웠으며, 마곡지구에 바이오 산업 클러스터를 조성하여 세계 유수의 대학과 기업의 연구소를 유치하고, 바이오 벤처 육성을 위한 펀드를 조성하는 계획을 발표했다. 2011년 오세훈 시장은 산업통상자원부 및 외국기관과 합작하여 약 700억원 규모의 '서울 글로벌 바이오 펀드'를 조성하였는데, 2015년 투자금을 회수하는 과정에서 429%의 높은 수익률을 기록하였다.

#### 세계 최초 4년 연속 유엔 공공행정상(UNPSA) 수상
2011년 유엔 경제사회처(UNDESA)는 서울특별시의 '공개세무법정'과 '가출위기 10대여성 자립지원' 이 각각 유엔 공공행정상 우수상으로 선정되었다고 밝혔다. 2008년 사이버정책토론방(우수상), 2009년 아리수 실시간 수질공개서비스(대상), 천만상상 오아시스(우수상), 2010년 여성이 행복한 서울 프로젝트(대상), 희망플러스통장(우수상)에 이어 4년 연속으로 수상하는 세계 최초의 기관으로 이름을 알렸다. 또한 3개년 연속으로 2개 이상의 정책이 수상하는 신기록도 달성하였다.

#### 수해
2011년 7월 서울에 폭우가 내려 큰 피해를 입혔는데 오세훈의 디자인 서울이 원인으로 제기됐다. 빗물을 지하로 보내는 빗물받이가 1m는 돼야 하는데 대부분 40cm이고, 이마저도 관리가 안 돼 오물이 끼어 악취가 나며 디자인에 신경을 쓰다 보니 구멍이 좁아져서 피해를 불렀다는 주장이다. 또한 서울시는 보도블록과 간판에 디자인을 도입한다며 디자인거리와 르네상스거리에 2133억 원을 투입했으나 30곳의 디자인거리 중 26곳은 물 빠짐 기능이 거의 없는 화강판석을 사용한 점도 문제로 지적됐다. 수해 방지 예산도 오세훈의 취임 이래 매년 줄더니 1/10 규모가 됐다는 주장이 나왔다. 이에 서울시는 올해 수해방지 예산이 3436억으로 2007년에 비해 두 배 늘었다고 주장했다. 서울시는 민선 1기부터 5기가 시작된 올해까지 풍수해 관련 예산을 분석한 결과, 특별회계를 포함한 예산 규모가 매년 지속적으로 증가한 것으로 파악됐다고 반박했다. 수방관련 예산이 일반회계와 특별회계·재난관리기금으로 이뤄져 있는데 이를 다 합친 규모가 아니라 일반회계만 보고 오해했다는 것이다. 이에 대해 민주당은 "이전까지 수해방지 예산 항목에 없었던 하수도 특별회계를 이번에 끼워넣었다. 게다가 서울시가 수해방지 예산에 집어넣은 재난관리기금 항목에 보면 수해방지와 무관한 제설자재구입·복구비 등 약 900억원이 포함돼 있어 수해예산관련 부분들은 수방예산으로 보기는 힘들다"고 반박했다.

#### 무상급식 주민투표
한나라당 소속인 오세훈 서울시장은 소외 계층을 대상으로 선별적인 무상 급식을 시행 중에 있었으나, 야당이 다수인 서울시의회 및 곽노현 교육감은 보편적 복지를 위한 전면 무상급식을 주장하였다. 오세훈 서울시장은 8%에 불과한 무상급식 대상을 30%로 확대하고, 2014년까지 50%까지 단계적으로 확대하는 선택적 복지를 제시했다. 2011년 1월 6일, 서울시의회는 오세훈 서울시장과 한나라당의 반대에도 불구하고 의장 직권으로 오전 0시 30분에 본회의를 열어 민주당 단독으로 무상급식조례안을 처리하였다. 오세훈 서울시장은 서울시의회 민주당 의원들이 단독으로 처리시킨 무상급식조례안에 대해 공포를 거부함과 동시에 법원에 무효소송을 내기로 했고, 서울시의회는 오세훈 서울시장의 공포 거부에 따라 익일 시의회 의장 직권으로 공포했다. 이에 대해 오세훈 서울시장은무상급식 조례안에 대해 무효 소송을 제기했다. 논란이 커지자 오세훈 서울시장은 무상급식과 관련한 시민들의 의사를 직접 묻기 위해 주민투표를 서울시의회에 제안하였다. 민주당은 전체 무상급식에 들어가는 비용이 1년에 695억원인데, 주민투표를 위해 182억을 낭비하는건 무리수라고 주장하였다. 그러나 오세훈 서울시장은 유권자의 판단비용일 뿐이며 오히려 전면무상급식에는 최소 4000억이 들고 복지정책은 한번 시행하면 중단할 수 없는 불가역성 등을 고려하면 비용이 더 늘어난다고 주장했다. 또한 대중영합주의 정치를 넘어서야 진정한 민주주의가 성장할 수 있다며 주민투표의 추진은 충분한 가치가 있다고 반박했다. 오세훈 서울시장은 무상급식 주민투표를 사흘 앞두고 실패할 경우 사퇴하겠다고 말했다. 오 시장은 기자회견에서 "아무리 험난해도 이번 주민투표를 통해 대한민국 복지 방향을 정립하지 않으면 우리 서울의 미래가, 대한민국의 미래가 이대로 주저앉아 버릴 수도 있다"고 강조했다.
2011년 8월 24일 주민투표의 최종 투표율은 25.7%로 투표함을 개봉할 수 있는 투표율 33.3%에 미달하였다. 오세훈 서울시장의 하위 50% 지원 정책은 폐기되고 곽노현과 서울시교육청이 추진하는 전면 무상급식이 시행되었으며 오세훈 서울시장은 8월 26일 사퇴했다.

### 서울시장 사퇴 이후
2012년 배우자, 두 딸과 함께 영국으로 유학을 갔다. 배우자 송현옥은 세종대학교 교수로 안식년을 신청하여 영국으로 간 것이었다. 킹스칼리지 런던(KCL)의 공공정책대학원에서 연구원 생활을 하였으며, 그 후 중국 상하이의 푸단대학교 중급어학과정에 등록하여 공부했다.
2013년 귀국 이후 법무법인 대륙아주에서 국제업무, 국가계약, 민사소송 담당 고문변호사로 일했다. 2013년 한양대학교 공공정책대학원 특임교수에 임용됐다.
2013년 12월 KOICA의 페루의 중장기자문단 도시행정분야 모집공고에 지원하여, 6개월간 페루의 리마시청에서 도시행정분야 자문을 담당하였다. 2014년 6월에 한국에 귀국하였고, 같은달 KOICA 르완다 중장기자문단 도시행정분야 모집공고에 지원했으며, 르완다 키갈리시청에 파견되어 중장기자문단 활동을 수행하였다.
2015년 1월 귀국한 뒤 대학 특강 등을 진행하였고, 법무법인 대륙아주의 고문변호사로 활동했다. 4월에 치러진 재보선 선거에서 관악을 선거구에 출마한 새누리당 오신환 후보의 공동선대위원장을 맡았고, 개표 결과 관악에서 27년만에 새누리당 후보가 당선되었다.
2015년 4월 고려대학교 기술경영전문대학원 석좌교수에 임용됐다. 고려대학교 기술경영대학원의 '미래사이테크 포럼'의 대표를 맡아 미래신기술 관련 세미나를 개최했다.
2015년 5월 이완구 국무총리가 사퇴하자 후임으로 오세훈이 거론되었고, 박근혜 대통령이 '큰일 하실 분에게 국무총리 자리는 맞지 않다'고 언급했다는 소문이 정치권에 전해졌다. 이에 오세훈은 인터뷰에서 거론만으로도 영광이라는 입장을 밝혔다. 이후 자신의 블로그에 연재하던 '페루 리마 일기'와 '르완다 키갈리 일기'를 다듬어 《오세훈, 길을 떠나 다시 배우다》를 출간하였다.
2016년 제20대 국회의원 선거에서 서울 종로구 출마를 선언하고, 박진 전 종로구 국회의원과 경선에서 경쟁하여 공천되었다. 여론 조사에서 오세훈이 정세균을 약 17% 앞서는 것으로 나타났으나 개표 결과 정세균이 재선되었다.
20대 총선에서 여동생 오세현(전 KT코퍼레이션 신사업전략담당 전무)이 더불어민주당 비례대표 신청을 했다는 사실이 보도되었다. 서울대학교 컴퓨터공학과 졸업, 함부르크 대학원 박사로 여성 컴퓨터공학도인 오세현은 더불어민주당의 과학·기술전문가 비례대표를 신청하여 최종 면접까지 진행했지만, 자진철회함으로써 결국 선발되지 않았다.
총선 패배 후 새누리당이 비상대책위원회 체제로 들어가자, 새누리당 원유철 당대표 권한대행은 오세훈에게 혁신위원장 자리를 제안했으나 오세훈은 자숙이 필요하다며 거절하였다.
2016년 7월 서울 종로구 명륜동에 '공존과 상생을 위한 연구소'(공생연구소)를 열었다. 대표적 새누리당 소장파이자 구 미래연대 동지들인 원희룡 제주지사, 남경필 경기지사와 연대하며 당대표 비박계 후보 단일화에 동참하였다. 2016년 7월 27일 새누리당 대표 후보인 이주영, 이정현, 한선교, 김용태, 정병국 의원이 종로 당원협의회를 찾아 오세훈을 차기 대권 주자로 추켜세우며 구애 경쟁에 나서기도 했다.
2017년 1월 5일 새누리당을 탈당하였고, 개혁보수신당에 가입하여 창당 발기인으로 참여하였다. 1월 9일 바른정당 윤리TF팀장으로 임명되었고, 정치개혁 및 윤리강령 제정 관련사항에 대한 전권을 위임받았다. 당대표 당원소환제, 원스트라이크 아웃제, 사무총장직 폐지 등을 실시했다. 2017년 1월 13일 오세훈은 '새누리당이 사당화되는 것에 대하여 제대로 목소리조차 내지 못했던 저의 무능과 무책임함을 통감한다. 국정 운영에서 비정상적인 요소들이 발견될 때에도 제때 지적하고 바로잡고자 최선의 노력을 다하지 못했던 점을 깊이 반성한다'라고 밝히며 대선 불출마를 선언했다.
바른정당 상임고문을 지내다가 국민의당과의 합당에 반대하여 2018년 2월 5일 바른정당을 탈당하였고, 11월 29일에 자유한국당에 복당하였다. 2020년 4월 서울 광진구을 국회의원 후보로 제21대 국회의원선거에 출마하였으나, 더불어민주당 고민정 후보에게 득표율 2.57% 차로 패배하여 낙선하였다.

## 제38·39대 서울시장
2021년 서울특별시장 보궐선거 당내 경선에서 나경원 후보를 제치며 국민의힘 후보로 선출됐고, 3월 23일 여론조사를 통한 단일화 경선 결과 국민의당 안철수 후보를 누르고 보수 야권의 단일후보로 선출됐다. 안철수 국민의당 대표와 금태섭 전 민주당 의원이 공동선거대책위원장을 맡았다. 4월 7일 선거 결과 득표율 57.5%, 득표수 2,798,788표를 득표하며 39.18%를 득표한 더불어민주당 박영선 후보를 18.32% 격차로 압도하며 제38대 서울시장에 당선되었다. 서울특별시 25개 자치구 모두 오세훈 후보가 승리했다. 선거 다음 날인 4월 8일 취임하여 10년만에 서울특별시장으로 복귀했다. 2022년 제8회 전국동시지방선거에서도 국민의힘 서울특별시장 후보로 선출되어 59.05% 득표하며 39.23%를 득표한 더불어민주당 송영길 후보를 19.8%포인트 차이로 이기며 최초의 4선 서울특별시장으로 당선되었다.

## 경력
- 1984년: 사법시험 제26회(사법연수원 제17기)
- 1987년: 서울중앙지방검찰청 검사시보
- 1988년: 보안사령부(현 국군방첩사령부) 공보정훈장교 복무
- 1991년: 오세훈 변호사 사무실 개소
- 1992년: 환경운동연합 시민상담실 실장
- 1994년: MBC 생방송 오변호사 배변호사 -진행
- 1995년: 대한변호사협회 환경문제연구위원
- 1996년~2000년 1월: 환경운동연합 법률위원장 겸 상임집행위원
- 1996년 5월~2000년 5월: 시사저널 편집자문위원
- 1996년 3월~1997년 2월: 경원대학교 법학과 민사소송법 강사
- 1996년 10월 14일~1997년 9월 29일: SBS 그것이 알고 싶다 - 진행자
- 1997년~2004년: 민주사회를 위한 변호사 모임(민변) 환경위원
- 1997년 9월~1998년 2월: 숙명여자대학교 법과대학 겸임교수
- 1998년 1월~1998년 12월: 미국 예일(Yale)대학교 Law school 교환교수(Visiting scholar)
- 1999년: SBS 시사토론 '오늘과내일' 사회자
- 1999년 2월 ∼1999년 10월: SBS 갑론을박 동서남북 - 진행자
- 1999년 3월~2000년 2월: 태화기독교사회복지관 무료법률상담변호사
- 1999년 3월~2000년 2월: 숙명여자대학교 법과대학 겸임교수
- 2000년: 제16대 국회의원 선거 한나라당 선거대책위원회 부대변인
- 2000년 2월~2004년 5월: 환경운동연합 법률위원장 겸 상임집행위원
- 2000년 4월 13일: 대한민국 제16대 국회의원 선거 당선(서울 강남구 을, 한나라당, 초선)
- 2000년 5월~2004년 5월: 제16대 국회의원(서울 강남구 을, 한나라당, 초선)(환경노동위원회, 운영위원회 및 예결특위 겸직)
- 2000년~2004년: 한나라당 서울특별시 지부 강남구 을 지구당위원장
- 2001년 6월~2002년 9월: 한나라당 미래를 위한 청년연대 공동대표
- 2002년: 제일국제법률사무소, 김장리 법률사무소 변호사
- 2003년: 한나라당 원내부총무
- 2003년 1월~2004년 1월: 한나라당 최고위원
- 2003년 7월~2004년 2월: 한나라당 청년위원회 위원장
- 2003년 7월~2004년 1월: 한나라당 상임운영위원회 위원
- 2004년 1월~2004년 3월: 국회 정치개혁 특별위원회 한나라당 간사
- 2004년: 한나라당 법률자문단 및 인권위원회(환경소위 위원장)
- 2004년: 법무법인 '지성' 대표변호사
- 2005년: 무용문화포럼 공동대표
- 2005년 8월~2006년 5월: 한국노동조합총연맹 자문위원회 변호사
- 환경운동연합 지도위원 및 국정정책자문위원
- 2006년 5월 31일: 제4회 전국동시지방선거 당선(민선 4기, 서울특별시장, 한나라당, 초선)
- 2006년 7월~2010년 6월: 제33대 서울특별시장(민선 4기, 한나라당, 초선)
- 2006년 7월~2011년 10월: 서울시립대학교 운영위원장
- 2006년 12월~2011년 10월: 제5·6대 한국상하수도협회 회장
- 2007년 7월~2011년 8월: WK리그 서울시청 아마조네스 구단주
- 2008년 경제협력개발기구(OECD) 장관회의 명예준비위원장
- 2010년 6월 2일: 제5회 전국동시지방선거 당선(민선 5기, 서울특별시장, 한나라당, 재선)
- 2010년 7월~2011년 8월: 제34대 서울특별시장(민선 5기, 한나라당, 재선)
- 2010년 세계도시 전자정부 협의체(WeGO) 초대의장
- 2011년 3월: 제8회 국제장애인기능올림픽대회 공동위원장
- 2012년 5월~2012년 10월: 영국 킹스칼리지 런던(KCL) 공공정책대학원 연구원
- 2012년 10월~2013년 2월: 중국 상하이 푸단대학교(Fudan University) 중급어학과정 수료
- 2013년 2월: 법무법인 대륙아주 고문변호사
- 2013년 4월~2013년 12월: 한양대학교 공공정책대학원 특임교수
- 2013년 12월~2014년 6월: 한국국제협력단(KOICA) 중장기자문단(페루 리마시청 파견)
- 2014년 7월~2015년 1월: 한국국제협력단(KOICA) 중장기자문단(르완다 키갈리시청 파견)
- 2015년 4월: 2015년 상반기 재보궐선거 새누리당 오신환 서울특별시 관악구 을 국회의원 후보 공동선거대책위원장
- 2015년 4월~2016년 1월: 고려대학교 기술경영전문대학원(MOT) 석좌교수
- 2015년 4월~2016년 1월: 고려대학교 기술경영전문대학원(MOT) 미래사이테크포럼 대표
- 2016년 3월~2016년 4월: 제20대 국회의원 선거 서울특별시 종로구 새누리당 국회의원 후보
- 2016년 5월~2016년 12월: 새누리당 서울특별시당 종로구 당원협의회 위원장
- 2016년 5월: 공생(共生) 연구소 설립
- 2016년 6월~: 공생연구소 소장
- 2017년 1월~2017년 11월: 바른정당 서울특별시당 종로구 지역위원회 위원장
- 2017년 1월: 바른정당 윤리TF팀장
- 2017년 1월~2017년 3월: 바른정당 최고위원
- 2017년 9월~2021년 3월: 고려대학교 기술경영전문대학원(MOT) 석좌교수
- 2018년 12월~2019년 2월: 자유한국당.국가미래비전특위 위원장
- 2019년 1월~2020년 2월: 자유한국당 서울특별시당 광진구 을 당원협의회 위원장
- 오세훈법률사무소 변호사
- 2020년 3월~2020년 4월: 제21대 국회의원 선거 서울특별시 광진구 을 미래통합당 국회의원 후보
- 2020년 3월~2020년 4월: 제21대 국회의원 선거 미래통합당 중앙선거대책위원회 서울권역 선거대책위원장
- 2020년 5월~2020년 9월: 미래통합당 서울특별시당 광진구 을 당원협의회 위원장
- 2020년 9월~2021년 4월: 국민의힘 서울특별시당 광진구 을 당원협의회 위원장
- 2021년 4월 7일: 2021년 재보궐선거 당선(민선 7기, 서울특별시장, 국민의힘, 3선)
- 2021년 4월~2022년 6월: 제38대 서울특별시장(민선 7기, 국민의힘, 3선)
- 2021년 4월~: 서울시립대학교 운영위원장
- 2021년 12월~: 사단법인 훈민정음기념사업회 고문
- 2022년 6월 1일: 제8회 전국동시지방선거 당선(민선 8기, 서울특별시장, 국민의힘, 4선)
- 2022년 7월~: 제39대 서울특별시장(민선 8기, 국민의힘, 4선)
- 한국상하수도협회 기획위원회 위원장
- 2023년 2월~: C40도시기후리더십그룹 부의장 겸 운영위원

## 소속 정당
| 소속 정당 | 소속 정당  | 소속 기간 | 비고      |
| --------- | ---------- | --------- | --------- |
|           | 한나라당   | 2000~2012 | 정계 입문 |
|           | 새누리당   | 2012~2017 | 당명 변경 |
|           | 무소속     | 2017      | 탈당      |
|           | 바른정당   | 2017~2018 | 창당      |
|           | 무소속     | 2018      | 탈당      |
|           | 자유한국당 | 2018~2020 | 복당      |
|           | 미래통합당 | 2020      | 합당      |
|           | 국민의힘   | 2020~현재 | 당명 변경 |

## 역대 선거 결과
|  | 59.39% |

|  | 61.05% |

|  | 47.43% |

|  | 39.72% |

|  | 47.80% |

|  | 57.50% |

|  | 59.05% |

## 출연작

### TV 방송
- MBC 《생방송 오변호사 배변호사》 - 1994년
- KBS2 《TV는 사랑을 싣고》게스트 - 1995년
- SBS 《뉴스 따라잡기》 - 1996년
- SBS 《그것이 알고 싶다》진행 - 1996년~1997년
- MBC 《시사토론 갑론을박 동서남북》 - 1999년
- SBS 《오늘과 내일》 - 1999년~2000년
- MBC 《사과나무》- 2004년
- MBC 《일요일 일요일 밤에 - 경제야 놀자》게스트 - 2008년
- KBS2 《다큐멘터리 3일 - 4·13 총선 기록》 - 2016년
- TV조선 《아내의 맛》 게스트 - 2018년

### 영화
- 1.3.6(뫼비우스의 띠 - 마음의 속도) 사교 파티의 킹카 회원 역
- 홈 한국어 버전 나레이션 역

### CF, 광고
- 삼성물산 로가디스
- 생명보험협회
- 웅진씽크빅
- 청호나이스 아이스콤보

## 가족
- 할아버지: 오영근(1909년~1992년)
  - 아버지: 오범환(1935년~2019년)
  - 어머니: 사문화
    - 여동생: 오세현(1963년~, KT 신사업전략담당 전무)
    - 배우자: 송현옥(宋賢玉, 1961년 1월 22일~, 세종대학교 영화예술학부 교수, 극단 '물결' 대표)
      - 장녀: 오주원(1986년~, 이화여자대학교 무용과 졸업)
      - 차녀: 오승원(1987년~, 이화여자대학교 사회학과 졸업)

    - 처남: 송상호

## 상훈
- 2000년 시민단체선정 국정감사 우수의원
- 2001년 시민단체선정 국정감사 우수의원
- 2002년 시민단체선정 국정감사 우수의원
- 2003년 시민단체선정 국정감사 우수의원
- 2003년 제20회 코리아 베스트드레서 정치인부문
- 2007년 올해의 브랜드 대상 CEO특별상
- 2008년 국제존타클럽(Zonta International Club) 존타의 친구 상
- 2008년 한국경제신문 글로벌리더 대상 - 미래경영부문
- 2008년 제1회 대한민국을 이끄는 21세기 경영리더 대상 창조경영 부문
- 2008년 UN 공공행정상 우수상 (사이버정책토론방)
- 2008년 2008 뉴거버넌스 리더쉽 메달 수훈(정책혁신부문)
- 2008년 제6회 Forbes 경영품질 대상(공공혁신부문)
- 2009년 서울 석세스 어워드 2009 정치부문 광역단체장상
- 2009년 UN 공공행정상 우수상 (천만상상 오아시스)
- 2009년 UN 공공행정상 대상 (아리수 실시간 수질공개 서비스)
- 2009년 7월 행정안전부 시도공무원교육기관 창의심화과정 최우수상
- 2010년 UN-HABITAT 특별상 (장기임대전세주택 Shift 등)
- 2010년 UN 공공행정상 우수상 (희망플러스 통장)
- 2010년 UN 공공행정상 대상 (여성이 행복한 서울 프로젝트)
- 2010년 UN 공공행정상 우수상(가출위기 10대여성 자립지원, 공개세무법정)
- 2015년 11월 KBC 목민자치대상 광역단체장상
- 2015년 대한민국가족지킴이 대한민국 실천대상 국위선양부문
- 2019년 제4회 대한민국 공공정책대상 지방자치부문 대상
- 2021년 제56회 전국여성대회 우수지방자치단체장상
- 2022년 한국정책대상 서울시 수상
- 2022년 제5회 청년친화헌정대상 종합대상
- 2022년 매니페스토 약속대상 지방선거부문 선거공보 분야 최우수상
- 2024년 UN 공공행정 포럼 및 공공행정상 시상식 UN 공공행정상

## 저서
- 가끔은 변호사도 울고싶다, (서울: 명진출판, 1995), ISBN 978-89-7677-030-1
- 미국 민사재판의 허와 실, (서울: 박영사, 2000), ISBN 978-89-10-50707-9
- 우리는 실패에서 희망을 본다, (서울: 민음사, 2005), ISBN 978-89-8273-930-9
- 시프트(SHIFT): 생각의 프레임을 전환하라, (서울: 리더스북, 2009), ISBN 978-89-01-09783-1
- 서울은 불가능이 없는 도시다: 서울시장 오세훈이 보내는 블로그 레터 (서울: 21세기북스, 2010), ISBN 978-89-509-2285-6
- 오후의 서울 산책, (서울: 미디어월, 2011) ISBN 978-89-647-1040-1
- 오세훈, 길을 떠나 다시 배우다: 르완다 키갈리 일기, (서울: 알에이치코리아, 2015.4) ISBN 978-89-255-5608-6
- 오세훈, 길을 떠나 다시 배우다: 페루 리마 일기, (서울: 알에이치코리아, 2015.4) ISBN 978-89-255-5607-9
- 오세훈, 왜 지금 국민을 위한 개헌인가? (서울: 씨앤북스, 2016.7) ISBN 979-11-954-3722-1
- 오세훈, 왜 지금 공존과 상생인가? (서울: 씨앤북스, 2016.9) ISBN 979-11-954-3723-8

## 같이 보기
| - 서울특별시장 - 서울 강남구의 국회의원 - 강남구 을 - 디자인 서울 - 희망드림 프로젝트 - 장기전세주택 시프트 - 한강 르네상스 프로젝트 - 세빛섬 - 동대문 디자인 플라자 - 천만상상 오아시스 - 다산 콜 센터 | - 이명박 - 강금실 - 박원순 - 이회창 - 고건 - 한나라당 - 민변 - 경실련 - 환경운동연합 - 그것이 알고 싶다 - 한명숙 - 노회찬 - 박영선 - 송영길 |